# Kaspars Svārups
Kaspars Svārups (ur. 28 stycznia 1994 roku w Windawie, Łotwa) – łotewski piłkarz, grający na pozycji środkowego napastnika.

## Kariera piłkarska

### Kariera klubowa
Jest wychowankiem drużyny FC Tranzits. 1 lipca 2009 roku podpisał kontrakt z seniorskim zespołem tego klubu, występującego wówczas w I lidze. W sezonie 2009 zajął z tą drużyną 7. miejsce. W następnym sezonie jego ekipa uplasowała się na, przedostatniej, 9. pozycji. Miejsce to oznaczało konieczność rozegrania barażu o utrzymanie, jednak jego klub oddał mecze walkowerem i w efekcie spadł z I ligi. 1 stycznia 2011 roku na zasadzie wolnego transferu przeszedł do klubu FK Ventspils i zasilił szeregi zespołu rezerw. W ich barwach w sezonie 2011 zajął z drużyną 6. miejsce w II lidze.
1 stycznia 2012 roku został przeniesiony do pierwszego zespołu FK Ventspils. W sezonie 2012 zajął z tą ekipą 3. miejsce. Jednak on sam jeszcze w trakcie trwania rozgrywek, 6 września 2012 roku, został wypożyczony do zespołu rezerw rosyjskiego klubu Rubin Kazań. Z wypożyczenia wrócił 1 grudnia tegoż roku. Niebawem, bo już 1 stycznia 2013 roku, został ponownie wypożyczony, tym razem do klubu Ilūkstes NSS, występującego wówczas w Virslīdze. W sezonie 2013 jego drużyna zajęła, ostatnie, 10. miejsce, które oznaczało spadek. Nie dokończył jednak rozgrywek z tym klubem, ponieważ 1 lipca 2013 roku wrócił z wypożyczenia i został od razy wypożyczony do innego klubu Virslīgi – FK Jūrmala-VV. Z tą ekipą sezon 2013 zakończył na 6. pozycji. Po zakończeniu rozgrywek powrócił z wypożyczenia do FK Ventspils.
W sezonie 2014 jego zespół okazał się najlepszą drużyna na Łotwie. Jednak on nie dokończył tych rozgrywek ze swoim klubem, ponieważ został ponownie wypożyczony – tym razem do polskiego klubu Nadwiślan Góra, który ówcześnie występował w II lidze. Po rundzie jesiennej piłkarz powrócił z wypożyczenia do FK Ventspils.
Nie ma informacji o tym do kiedy wiąże do umowa z klubem FK Ventspils.

### Kariera reprezentacyjna
Kaspars Svārups wystąpił w jednym meczach reprezentacji Łotwy U-16 oraz w sześciu spotkaniach tej reprezentacji do lat 17, w której barwach zdobył 3 bramki. 9 sierpnia 2012 roku wystąpił w jednym meczu reprezentacji Łotwy U-18. Później zagrał jeszcze w dwóch spotkaniach tej reprezentacji do lat 19. W reprezentacji Łotwy U-21 wystąpił w siedmiu meczach i strzelił jednego gola.

## Sukcesy i odznaczenia
- Mistrzostwo Łotwy (1 raz): 2014[6]